# 赤木智弘
赤木 智弘（あかぎ ともひろ、1975年8月6日- ）は、日本のフリーライター
。栃木県出身、東京都北区在住。

## 主張

### 「丸山眞男」をひっぱたきたい--31歳、フリーター。希望は、戦争。
「論座」2007年1月号の特集「現代の貧困」にて、赤木は「『丸山眞男』をひっぱたきたい--31歳、フリーター。希望は、戦争。」と題して寄稿を行った。同じ文は2007年10月に出版された『若者を見殺しにする国 私を戦争に向かわせるものは何か』にも収録されている他、赤木のウェブサイトでも公開されている。
これは当時、フリーターとして低賃金労働をしていた赤木が著した社会論で、赤木らポストバブル世代（就職氷河期世代）にとって「平和な社会」とは、世間からの理解も得られない屈辱に塗れた人生が続く事であり、満足な生活をしている者にとって戦争は悲惨だが、失う物のない赤木らにとってはむしろチャンスであるという。
タイトルにもある丸山眞男は、戦時中に陸軍に徴兵されて二等兵となった折に、階級が上の上等兵からハラスメントを受けていたとされる。赤木はこれを、戦争によって既存の序列が崩れた例として挙げ、無学であろう上等兵が東大卒のエリートの上に立てたのだから、赤木らにとっても戦争は現状をひっくり返す希望の光であるとしている。
赤木の主張には、様々な反応が寄せられた。「論座」4月号でも佐高信、福島みずほ、奥原紀晴、斎藤貴男、若松孝二、森達也、鎌田慧が赤木を批判し、6月号に赤木の反論が掲載されている。

### 弱者男性論
赤木は2006年のブログや2007年の著書『若者を見殺しにする国』において、社会には強者男性＞強者女性＞弱者女性＞弱者男性というヒエラルキーが存在すると論じた。女性は仕事と家事の両方が評価されるが、男性は仕事を通じてしか評価されず、その社会的評価という観点から男女間にヒエラルキーがあるとした。赤木によれば、これまでフェミニストや左派は「女性」「肌の色」「人種」「生まれた場所」などの「固有性に対する差別」をもとに弱者を認定していたが、経済弱者などの「固有性でない差別」に目を向けないため、本当の弱者を見落としてしまっている。これを解決する手段として赤木は、女性が上昇婚志向を放棄し、強者女性が弱者男性を養うことを挙げた。

## 著作

### 単著
- 『若者を見殺しにする国-私を戦争に向かわせるものは何か』（双風舎 2007年10月） 朝日文庫、2011年 ISBN 978-4902465129
- 『「当たり前」をひっぱたく 過ちを見過ごさないために』（河出書房新社 2009年3月） ISBN 978-4309244723

### 共著
- （飯田泰之、岡田靖、湯浅誠、芹沢一也、荻上チキ）『経済成長って何で必要なんだろう?』（SYNODOS READINGS 2009年6月）ISBN 9784334975746
- （秦靖彦）『人生クソゲー』（スカイポートシステム 2013年6月）ISBN 9784902438819
- （速水健朗、常見陽平、おおたとしまさ）『アラフォー男子の憂鬱』（日本経済新聞出版社 2013年12月）ISBN 9784532262198
- （雨宮処凛、萱野稔人、阿部彩、池上正樹、加藤順子）『下流中年 一億総貧困化の行方』（SBクリエイティブ 2016年4月）ISBN 9784797386578